# جین برسل
 جین برسل (انگلیسی: Jean Brossel؛ زاده ۱۵ اوت ۱۹۱۸ درگذشته ۲۰۰۳) یک فیزیک‌دان اهل فرانسه بود.